# Matías Aldao
Matías Aldao fue un marino argentino que combatió en la guerra de independencia de Colombia y sirvió en la Armada Argentina donde llegó a estar a cargo de la Comandancia General de Marina durante la Anarquía del Año XX.

## Biografía
Matías José Aldao Aragón nació en Buenos Aires, Gobernación del Río de la Plata (Imperio Español) el 26 de febrero de 1773, hijo de Antonio Basilio de Aldao y de Josefa de Aragón Avendaño, porteña. Al igual que sus hermanos Santiago Aldao y Francisco Aldao sentó plaza en la Real Compañía de Guardiamarinas del Ferrol en 1799.
En 1802 fue ascendido a alférez de fragata y en 1803 pasó a la plana mayor de la corbeta Infante Don Francisco de Paula.
En 1805 prestó servicio con su hermano Santiago estaba en La Habana y a partir de 1806 estuvo destinado en Cartagena de Indias.
El 22 de mayo de 1810 en Cartagena de Indias, un movimiento revolucionario creó una Junta de Gobierno, lo que sería pronto imitado por otras ciudades del territorio. 
En la vecina Santa Marta se instaló una Junta de Gobierno de tendencia realista el 10 de agosto de 1810, la cual entró en conflicto con la Junta de Cartagena.
El 25 de julio de 1811 se sublevaron los pueblos del Guáymaro, Peñón, Sitio nuevo, y Remolino de la Provincia de Santa Marta. Los realistas mandaron tropas para contener a los patriotas por lo que Cartagena envió sus lanchas cañoneras al mando de Aldao y Rafael Castillo y Rada, quienes los obligaron a replegarse permitiendo la incorporación de esos pueblos a la Provincia de Cartagena.
El 11 de noviembre de 1811 Cartagena declaró su independencia de España. Matías Aldao se plegó al movimiento emancipador desempeñándose como segundo jefe de la escuadra revolucionaria en operaciones en el Río Magdalena en la consecuente guerra entre Santa Marta y Cartagena. Se desempeñó como comandante de las fuerzas sutiles apostadas en Barranquilla hasta que fue reemplazado por enfermedad por Rafael Tono Llopiz. Por su compromiso con la causa patriota independentista fue condenado a muerte en ausencia por un tribunal naval español.
En agosto de 1814 acompañó como secretario a Manuel Rodríguez Torices en su misión diplomática para Jamaica, tras su renuncia a la presidencia del Estado.
De regreso a su país, fue incorporado a las fuerzas armadas de las Provincias Unidas del Río de la Plata. Alcanzó el grado de sargento mayor en 1817 y actuó como fiscal en el juicio contra el comandante de la escuadra patriota Guillermo Brown por su expedición corsaria al Pacífico.
En efecto, al regresar Brown de Inglaterra a Buenos Aires el 23 de octubre de 1818 fue detenido de inmediato y preso en el Cuartel de Aguerridos. Acusado ante una corte marcial por insubordinación, Matías de Aldao pidió la pena de muerte conforme a los reglamentos. Pese a la defensa del coronel Mariano Benito Rolón el tribunal militar condenó a Brown, pero por consejo del asesor y Auditor General del Estado Juan José Paso y en atención a los servicios prestados a la Patria el director Supremo general José Rondeau resolvió por decreto del 17 de septiembre de 1819 sobreseer la causa.
En 1820 después se desempeñó como comandante general de Marina. Tras desempeñar una misión diplomática durante el gobierno de Bernardino Rivadavia en relación con Cartagena, Matías Aldao falleció en 1824.
Es mencionado erróneamente como fallecido en combate en la Batalla de Trafalgar.